# Jurassic Park: Chaos Island
Jurassic Park: Chaos Island és un joc d'ordinador que es va posar a la venda l'any 1997 coincidint amb el llançament d'El món perdut: Jurassic Park. És un joc de l'estil Command & Conquer, en el que el jugador controla els personatges que es mostren en un mapa, decidint cap on es mouen amb el ratolí i donant-los ordres tant amb el ratolí com des d'un menú.